# Clasina Isings
Clasina (ou Ina) Isings est une archéologue néerlandaise née à Soest le 15 février 1919 et morte à Bilthoven le 3 septembre 2018. 
Elle étudie l'archéologie classique et l'histoire de l'art à l'Université d'Utrecht où elle obtient son doctorat en 1957. Sa thèse, Roman Glass from dated finds est publiée la même année, et devient une classification de référence des artéfacts en verre de l'époque romaine, dite « classification Isings », encore en usage aujourd'hui,.

## Carrière
De 1961 à 1995, elle est conservatrice bénévole de la collection archéologique de la Société des Arts et des Sciences (PUG) de la province d'Utrecht. 
Elle exerce à l'université d'Utrecht de 1972 à 1984, d'abord comme chargée de cours puis, à partir de 1980, comme professeure d'archéologie classique. 
En 2009, elle reçoit la médaille d'argent de la ville d'Utrecht pour ses recherches archéologiques et ses efforts pour la préservation du patrimoine culturel d'Utrecht.
Elle continue ses recherches et rédige son dernier article en 2015, à l'âge de 96 ans.

## Classification Isings
Dans son ouvrage de 1957 sur le verre romain, Roman Glass from dated finds (Verre romain provenant de découvertes datées), Clasina Isings répertorie 134 formes de verres romains provenant de découvertes datées. Elle établit une chronologie de formes de verres moulés et soufflés de l'époque augustinienne jusqu'à l'Antiquité tardive. 
Chaque forme datée est numérotée et comporte une illustration de son profil, ainsi qu'une description et les dates des différents exemplaires trouvés. Les types de verres sont classés par siècle avec deux sections pour le Ier siècle de notre ère, en raison du développement important des formes à cette époque. L'ouvrage comporte également une longue bibliographie.

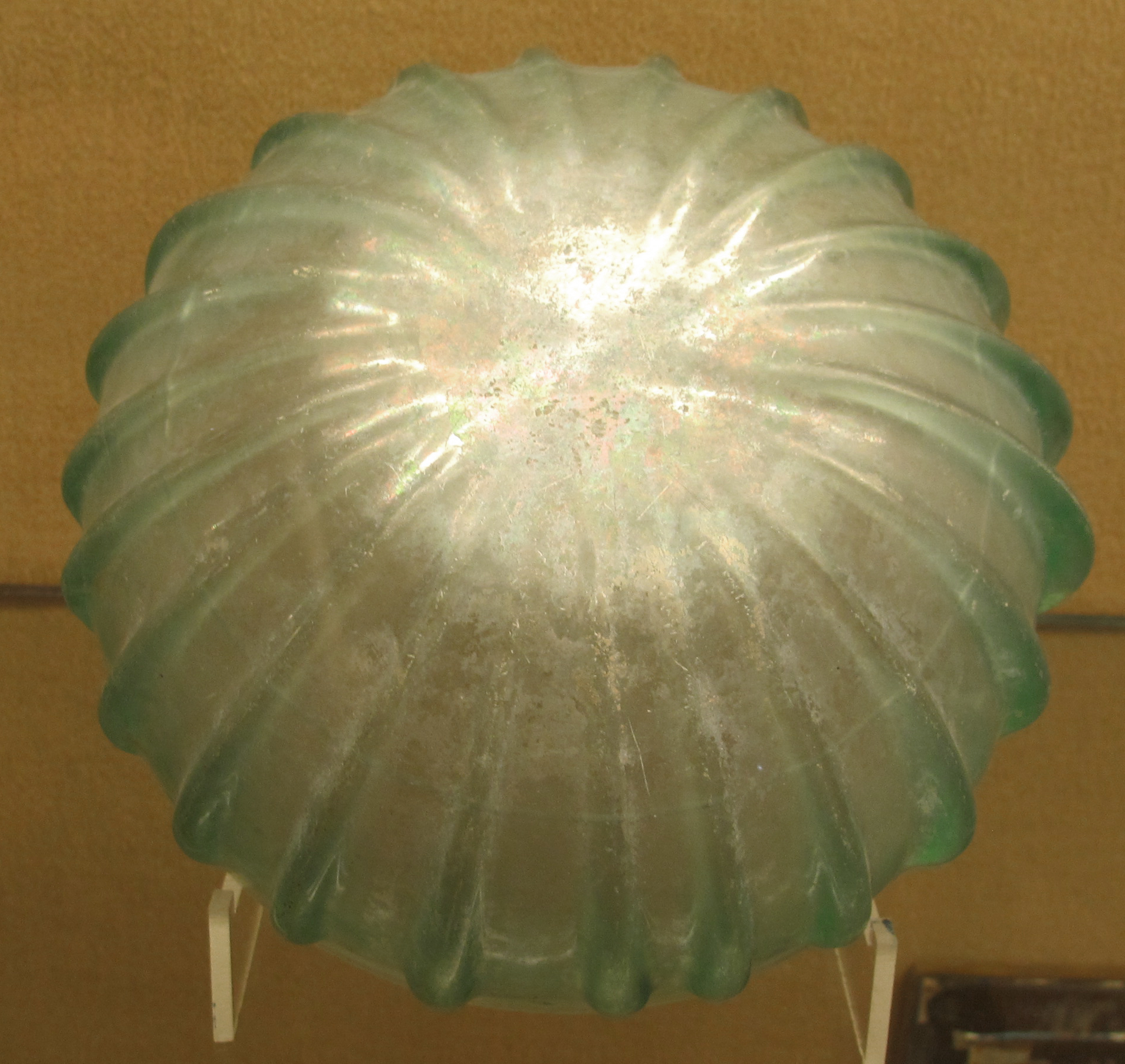
Isings 3a Coupe à godrons.
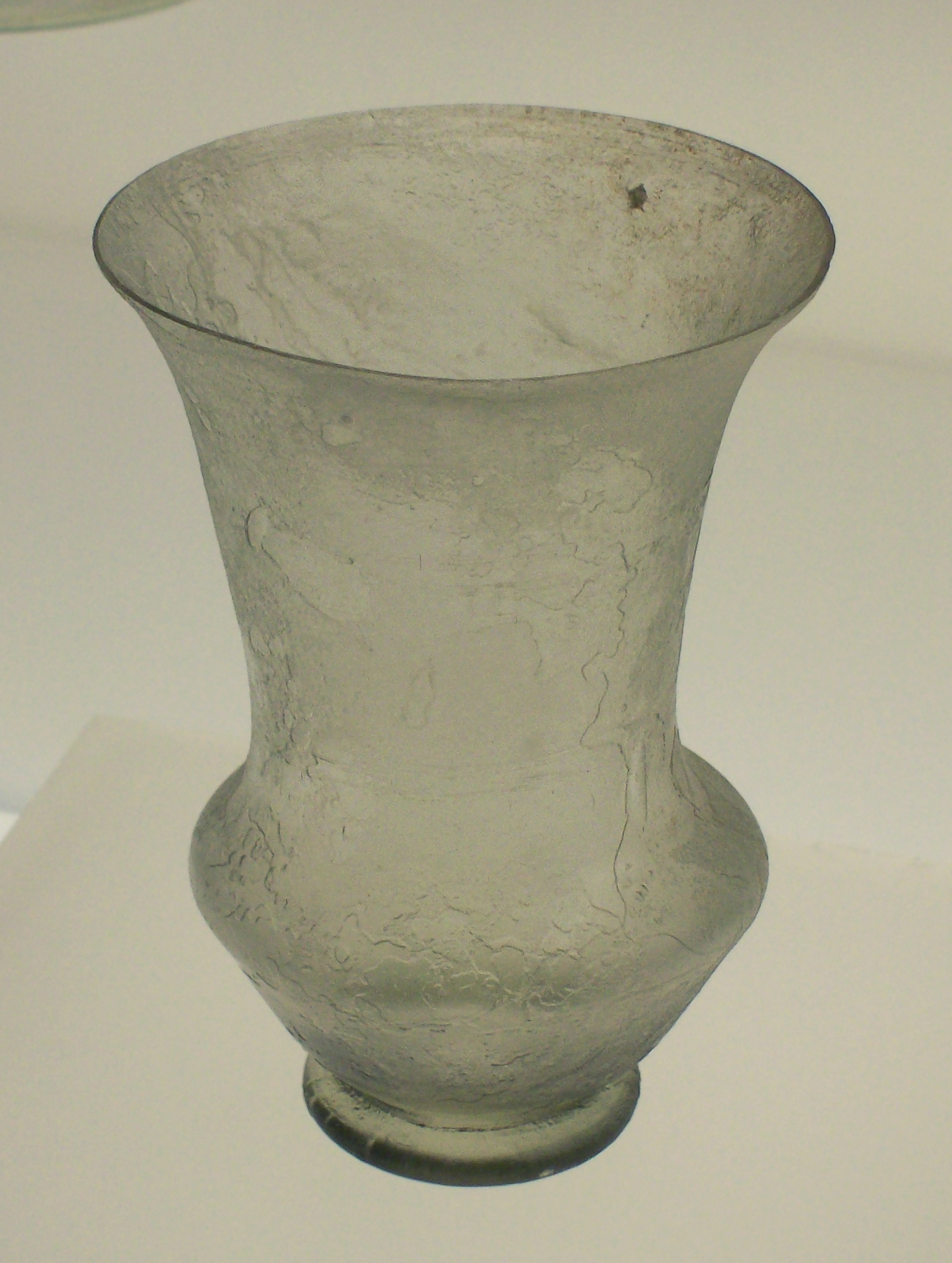
Isings 36b.
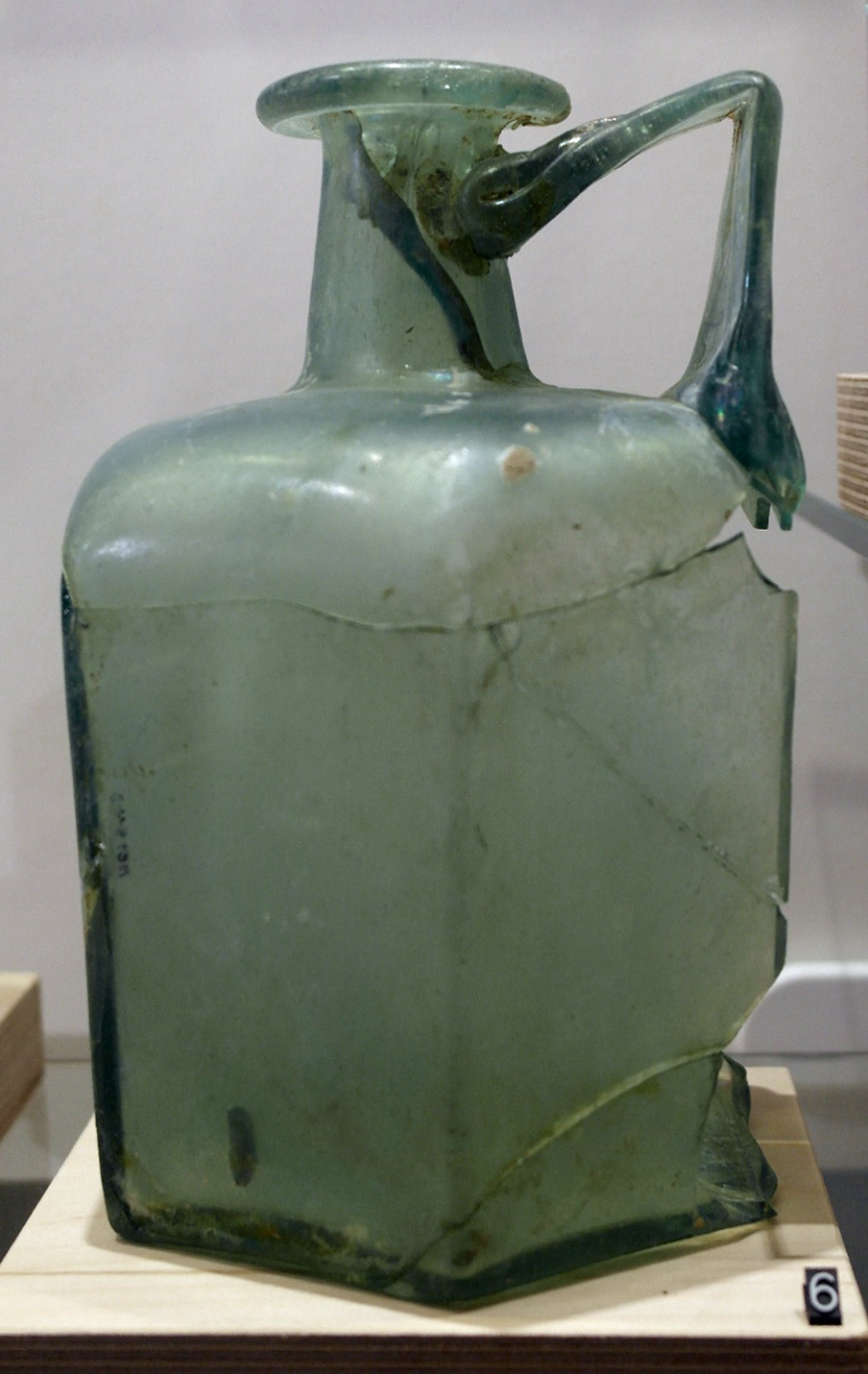
Isings 50.
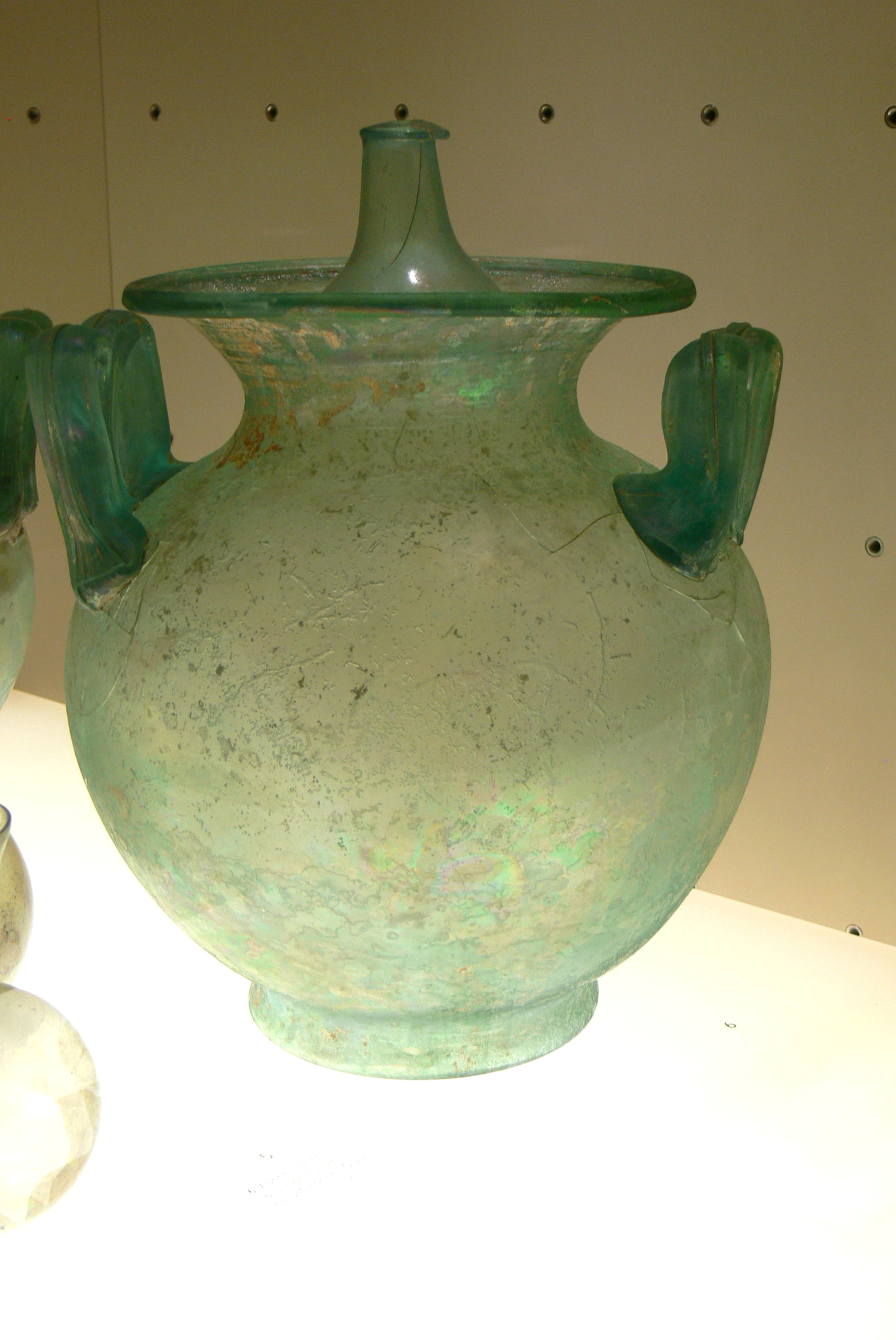
Isings 66b.
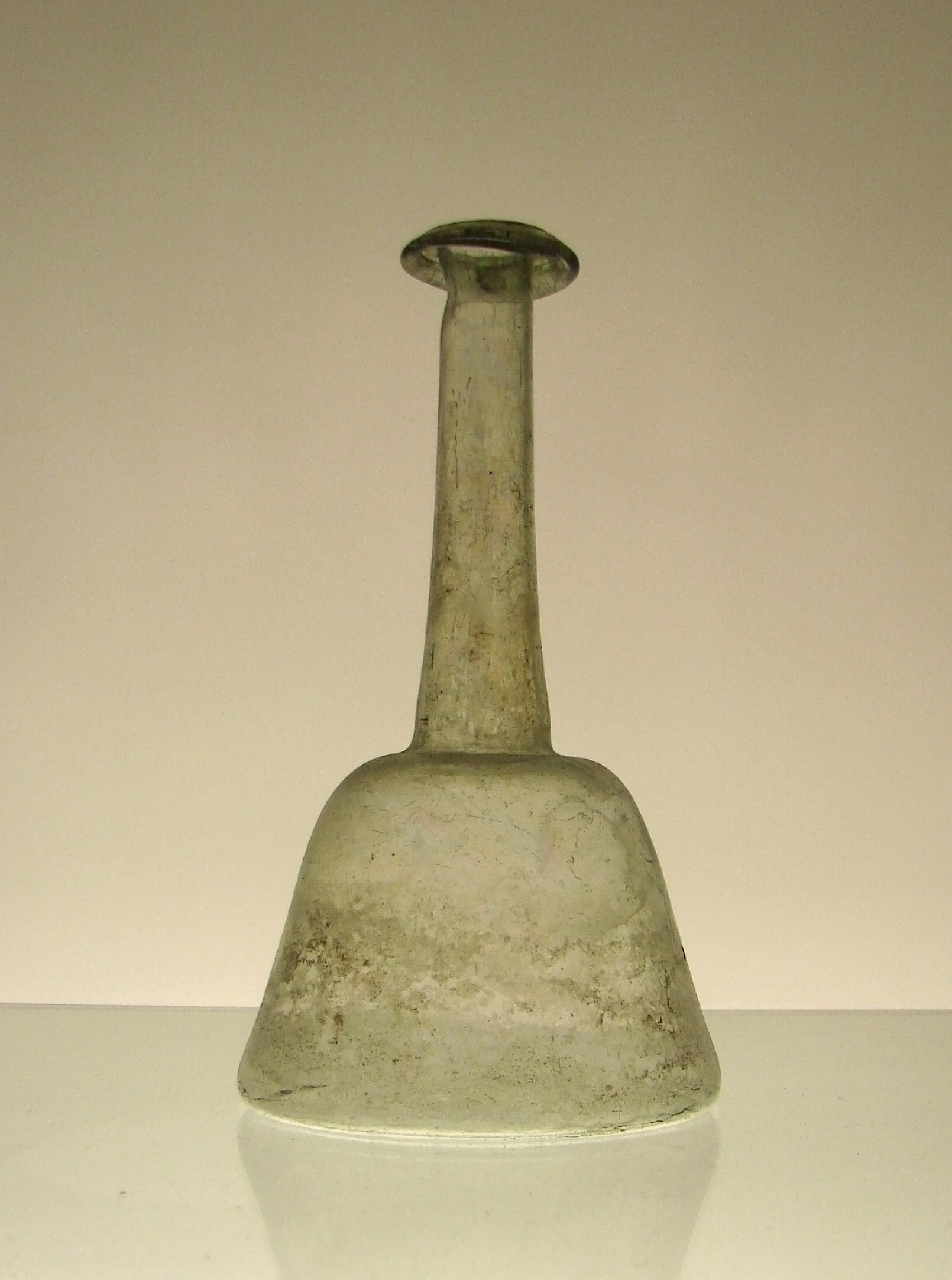
Isings 82a1.

### Sites
- (nl) Hanneke Roskam-Slot, « In Memoriam Mme em.prof.dr. Ina Isings », sur hvsoest.nl - Historische Vereniging Soest/Soesterberg (consulté le 14 mai 2025)

### Notices d'autorité
- Ressource relative à la recherche :   - Catalogus Professorum Academiae Rheno-Traiectinae
- Notices d'autorité :   - VIAF
  - ISNI
  - IdRef
  - LCCN
  - Pays-Bas
  - Israël
  - NUKAT
  - Australie
  - Norvège
  - WorldCat